# One for the Road (chanson)
Pour les articles homonymes, voir One for the Road.
Singles de Arctic Monkeys
Why'd You Only Call Me When You're High?
(2013) Arabella
(2014)
One for the Road est le quatrième single du groupe de rock indépendant Arctic Monkeys issu de l'album AM et sorti le 9 décembre 2013. Le single est disponible en format vinyle, et en téléchargement sur internet où y figure une face B, You're So Dark. Le 6 décembre 2013, le groupe poste la piste audio de la face B sur YouTube.

## Liste des pistes
| 1. | One for the Road | 3:26 |
| 2. | You're So Dark   | 3:02 |

## Personnel
Arctic Monkeys
- Alex Turner – Chant, guitare solo et rythmique, tambourin
- Jamie Cook – Guitare solo et rythmique
- Nick O'Malley - Basse, guitare baryton, chœur
- Matt Helders - Batterie, percussions, chœur

Autre
- James Ellis Ford – Clavier, tambourin
- Josh Homme – Chœur (piste 1)

## Classement
| Classement (2013)                             | Meilleure position |
| --------------------------------------------- | ------------------ |
| Belgique (Flandre Ultratop 50 Singles)        | 76                 |
| Royaume-Uni Singles (Official Charts Company) | 112                |
| Royaume-Uni (UK Indie Chart)                  | 14                 |

## Historique des sorties
| Pays        | Date             | Format(s)                  | Label                    |
| ----------- | ---------------- | -------------------------- | ------------------------ |
| Royaume-Uni | 9 décembre 2013  | 7", téléchargement digital | Domino Recording Company |
| États-Unis  | 10 décembre 2013 | 7", téléchargement digital | Domino Recording Company |